# Fabrice Ngah
Fabrice Gael Ngah (Douala, 16 ottobre 1997) è un calciatore camerunese, difensore del Charlotte Independence e della nazionale camerunese.

## Caratteristiche tecniche
È un terzino sinistro.

## Carriera

### Nazionale
Ha giocato nella nazionale camerunese Under-20.
Il 3 dicembre 2014 ha debuttato con la nazionale camerunese giocando una partita del Campionato delle nazioni africane 2014.

## Statistiche

### Cronologia presenze e reti in nazionale
| Cronologia completa delle presenze e delle reti in nazionale ― Camerun | Cronologia completa delle presenze e delle reti in nazionale ― Camerun | Cronologia completa delle presenze e delle reti in nazionale ― Camerun | Cronologia completa delle presenze e delle reti in nazionale ― Camerun | Cronologia completa delle presenze e delle reti in nazionale ― Camerun | Cronologia completa delle presenze e delle reti in nazionale ― Camerun | Cronologia completa delle presenze e delle reti in nazionale ― Camerun | Cronologia completa delle presenze e delle reti in nazionale ― Camerun |
| Data                                                                   | Città                                                                  | In casa                                                                | Risultato                                                              | Ospiti                                                                 | Competizione                                                           | Reti                                                                   | Note                                                                   |
| ---------------------------------------------------------------------- | ---------------------------------------------------------------------- | ---------------------------------------------------------------------- | ---------------------------------------------------------------------- | ---------------------------------------------------------------------- | ---------------------------------------------------------------------- | ---------------------------------------------------------------------- | ---------------------------------------------------------------------- |
| 3-12-2014                                                              | Bata                                                                   | Guinea Equatoriale                                                     | 0 – 1                                                                  | Camerun                                                                | Campionato delle Nazioni Africane 2014                                 | -                                                                      |                                                                        |
| 25-3-2018                                                              | Al Kuwait                                                              | Kuwait                                                                 | 1 – 3                                                                  | Camerun                                                                | Amichevole                                                             | -                                                                      |                                                                        |
| 16-11-2020                                                             | Maputo                                                                 | Mozambico                                                              | 0 – 2                                                                  | Camerun                                                                | Qual. Coppa d'Africa 2021                                              | -                                                                      |                                                                        |
| 26-3-2021                                                              | Praia                                                                  | Capo Verde                                                             | 3 – 1                                                                  | Camerun                                                                | Qual. Coppa d'Africa 2021                                              | -                                                                      |                                                                        |
| Totale                                                                 |                                                                        | Presenze                                                               | 4                                                                      |                                                                        | Reti                                                                   | 0                                                                      |                                                                        |

## Palmarès

### Competizioni nazionali
- Campionato camerunese: 1

UMS de Loum: 2016
- Campionato marocchino: 1

Raja Casablanca: 2019-2020

### Competizioni internazionali
- Supercoppa CAF: 1

Raja Casablanca: 2019
- Coppa della Confederazione CAF: 1

Raja Casablanca: 2020-2021